# Oliarus courtoisi
Oliarus courtoisi är en insektsart som beskrevs av Williams 1975. Oliarus courtoisi ingår i släktet Oliarus och familjen kilstritar. Inga underarter finns listade i Catalogue of Life.